# William Sherley Williams

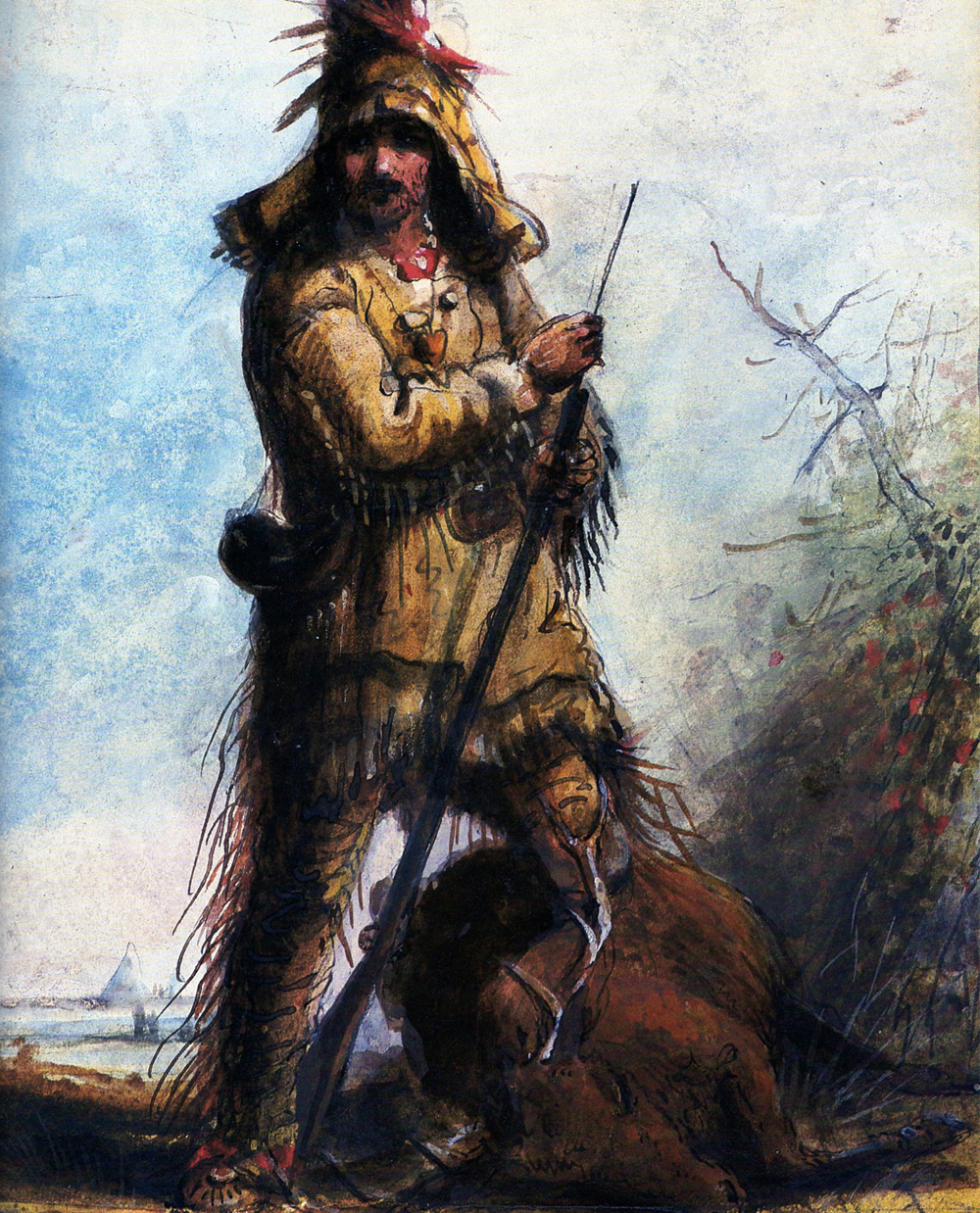
Traper z gór (przypuszczalnie „Old Bill” Williams; mal. Alfred Jacob Miller, ok. 1839)

William Sherley Williams, znany też jako „Old Bill” Williams (ur. 3 stycznia 1787, zm. 14 marca 1849) – amerykański traper, tłumacz i przewodnik w Górach Skalistych w pierwszej połowie XIX wieku.
Old Bill urodził się zapewne w hrabstwie Rutherford w stanie Karolina Północna, chociaż niektóre źródła stwierdzają, że pochodził z Kentucky. Był baptystą, wędrownym kaznodzieją, który w 1813 roku osiadł na zamieszkanym wówczas przez Osedżów pograniczu, które w przyszłości miało stać się zachodnim Missouri i wschodnim Kansas. Prawdopodobnie ożenił się z Indianką.
W latach 1825–1826 Williams służył jako tłumacz języka siouańskiego w kontaktach rządowej ekspedycji mierniczej badającej przebieg Santa Fe Trail z Osedżami. W okresie późniejszym zajął się myślistwem w Górach Skalistych i handlem futrami, operując na ogromnym obszarze od rzeki Gila River w południowej Arizonie aż po Yellowstone w dzisiejszym Wyomingu.
Wziął udział w wyprawie Josepha Reddeforda Walkera, która przemierzyła Wielką Kotlinę dzisiejszego stanu Utah, góry Sierra Nevada i dotarła do Kalifornii w 1834 roku. Po powrocie znad Pacyfiku osiedlił się wśród Indian z plemienia Ute w zachodnim Kolorado.
W 1841 roku powrócił na krótko do Missouri, ale już w rok później wyruszył z Fortu Benta nad rzeką Arkansas w towarzystwie Williama „Wildcat Billa” Hamiltona na wyprawę, by w ciągu następnych trzech lat badać północny odcinek rzeki Platte i dolinę rzeki Green w dzisiejszych stanach Wyoming i Utah. Wyprawa zakończyła się wiosną roku 1845 w miejscowości Santa Fe.
W 1846 roku podjął się roli przewodnika trzeciej ekspedycji Johna C. Frémonta na zachód, ale nie towarzyszył jej w drodze do Kalifornii. Powrócił między Ute i do handlu futrami, tym razem w oparciu o miejscowość Taos w dzisiejszym stanie Nowy Meksyk.
Ostatnią wyprawę w Góry Skaliste rozpoczął Williams jesienią 1848 roku, ponownie jako przewodnik Frémonta, który chciał dokonać trudnego i niebezpiecznego przejścia przez pasma górskie Sangre de Cristo i San Juan w poszukiwaniu całorocznej trasy dla przyszłej linii kolejowej. Jednak po przekroczeniu linii Wododziału Kontynentalnego uczestnicy wyprawy znaleźli się w sercu burzy śnieżnej. Wiejący z huraganową szybkością wiatr i temperatury poniżej −20 °C spowodowały utratę wszystkich zwierząt jucznych, całego sprzętu pomiarowego, liczne odmrożenia, a w końcu śmierć 11 ludzi. Zmuszeni do porzucenia celu wyprawy Frémont i pozostali skierowali się na południe, do Taos. Zgodnie z przekazami winą za niepowodzenie obarczano Williamsa, który ponoć twierdził, że zna dogodne – nawet dla wozów – przejście.
W marcu 1849 roku, gdy zima wreszcie zelżała „Old Bill” oraz inny uczestnik ekspedycji, Benjamin Jordan Kern, wrócili w góry, by odzyskać część dokumentacji i sprzętu pozostawionego w śniegach, ale w drodze zostali zaatakowani i zabici przez wojowników z plemienia Ute, którzy szukali pomsty za niedawny najazd oddziału US Army na ich wioskę.
William „Old Bill” Williams przemierzył – jako traper i przewodnik – ogromne połacie zachodnich stanów Ameryki Północnej. Był jednym z pierwszych białych, którym dane było widzieć Dolinę Yosemite i przemierzyć ze wschodu na zachód łańcuch gór Sierra Nevada. Dopływ rzeki Kolorado – Bill Williams River – została nazwana na jego cześć.